# Formula 1 – sezona 1966.
| FIA Svjetsko automobilističko prvenstvo 1966. | FIA Svjetsko automobilističko prvenstvo 1966. |
|                                               | Prvak                                         |
| --------------------------------------------- | --------------------------------------------- |
| Vozač                                         | Jack Brabham (Brabham-Repco)                  |
| Konstruktor                                   | Brabham-Repco                                 |
| Prethodna sezona                              | Sljedeća sezona                               |
| 1965.                                         | 1967.                                         |

Formula 1 – sezona 1966. bila je 17. sezona u prvenstvu Formule 1.

## Sažetak sezone
Prvenstvo je sadržavalo devet utrka, a svoj treći i posljednji vozački naslov osvojio je Jack Brabham, dok je konstruktorski naslov pripao Brabham-Repcu. Bila je ovo i prva sezona u Formuli 1 za momčad McLaren.

### Novi tehnički pravilnik
Nova tehnička pravila za ovu sezonu nalagala su povećanje obujma motora s 1.5 na 3.0 litre, dok je snaga s oko 220 KS porasla na 360 KS. Premda se za ovo pravilo znalo već par godina, gotovo sve momčadi su ušle nepripremljene u novu sezonu. 
Jack Brabham je za svoju momčad Brabham uspio osigurati trolitreni motor angažiranjem australskog Repca. Njihov V8 motor je bio kompaktan i pouzdan, premda mu je malo nedostajalo snage. Cooper je spas potražio kod Maseratija koji je prilagodio desetak godina stari 2.5 litreni V12 motor u 3.0 V12. Tri momčadi koje su osim vlastite šasije proizvodile i vlastite motore, nisu se najbolje snašle u novonastaloj situaciji. Ferrarijev motor je nastao na temeljima 3.3 litrenog V12 motora koji se koristio u sportskom automobilu 275 P2. Honda je pak imala snažan motor, no i teži bolid u odnosu na konkurente, dok je BRM-ov trolitreni motor u H16 konfiguraciji bio suviše kompliciran da bi bio uspješan. Najveći šok doživio je Lotus, nakon što je njihov glavni opskrbljivač motorima Coventry Climax šokirao odlukom o povlačenju na kraju tekuće sezone. Lotus je te sezone koristio BRM-ov i Fordov motor. Momčad je na nekoliko utrka koristila i Climaxov motor, ali 2.0 litreni V8 motor.
Bruce McLaren je napustio Cooper, te sa svojom momčadi McLaren, počeo nastupati u Formuli 1. Na njegovo mjesto u Cooper je stigao Richie Ginther. Njegov sunarodnjak Dan Gurney je napustio momčad Brabham, te također sa svojom momčadi All American Racers, započeo novu sezonu. Peter Arundell se vratio u momčad Lotus nakon 1964. umjesto Mikea Spencea.

### Monaco i Spa-Francorchamps
Prva prvenstvena utrka vozila se na VN Monaka (XXIV Grand Prix Automobile de Monaco) 22. svibnja. Unatoč problemima s pronalaskom adekvatnog dobavljača motora uoči sezone, Lotusov Jim Clark osvojio je prvo startno mjesto na stazi na kojoj snaga motora nikad nije bila od presudnog značaja. No Škot nije proveo ni jedan krug u vodstvu na toj utrci. Na samom startu su se pojavili problemi na njegovom mjenjaču. Pao je na posljednje 16. mjesto i dobro krenuo u oporavak, da bi u 61. krugu odustao s 4. mjesta zbog kvara na ovjesu. Utrku je poveo John Surtees ispred Jackieja Stewarta. Ferrarijev vozač je imao vodeću poziciju do 15. kruga, kada odustaje zbog kvara diferencijale. Stewart je slavio s 40 sekundi prednosti ispred drugog Ferrarijevog vozača Lorenza Bandinija, te donio BRM-u prvu i jedinu pobjedu ove sezone. Stewartov momčadski kolega Graham Hill je završio na trećem mjestu, dok je četvrto mjesto pripalo Bobu Bondurantu kojemu su to bili jedini bodovi ove sezone.
Kaotična VN Belgije (XXVI Grand Prix de Belgique) odigrala se 12. lipnja na stazi Spa-Francorchamps. Surtees je bio najbrži u kvalifikacijama s 3,2 sekunde ispred Jochena Rindta u Cooperu. Utrka je ove godine bila skraćena s 32 dotadašnja kruga na 28 krugova. Zbog kišne oluje koja je iznenadila vozače sredinom prvog kruga, više od pola vozača je izletjelo sa staze i odustalo već u prvom krugu. Joakim Bonnier je izletio sa staze, udario u prozor jedne kuće, te u nastavku otklizao do ograde, nakon čega mu je prednji dio bolida ostao visjeti iznad manjeg ponora od osam metara. Unatoč tome Šveđanin je prošao bez ozljeda. Težak sudar imao je Stewart. Rindt je izletio sa staze, no uspio je iskontrolirati bolid, te se vratio na stazu. No njegovo izlijetanje i vraćanje na stazu, uzrokovalo je nekoliko sudara iza njega. Bondurant je izletio sa staze, a Stewart je izgubio nadzor nad svojim bolidom, te kao i Richard Attwood prošle godine, udario u telegrafski stup. Nakon udarca Stewartov bolid je bio odbačen u žbunje kraj staze. Škot je slomio ključnu, no najveći problem je bio što se njegov bolid preokrenuo naopako, te je Stewart bio zarobljen u bolidu u lokvi ulja i benzina koja je iscurila iz njegovog rezervoara. U pomoć Škotu stigao je Bondurant koji je bio upravo izašao iz svog razbijenog bolida, kao i Stewartov momčadski kolega Graham Hill, koji je zaustavio svoj bolid kraj staze kad je vidio što se dogodilo. Stewartova agonija je trajala 25 minuta, nakon čega su Bondurant i Hill uz pomoć nekoliko gledatelja i alata jednog od njih koji je otrčao do svoje kuće kraj staze, uspjeli izbaviti Jackieja iz smrskanog bolida. Tek par minuta nakon toga, Stewartov bolid se zapalio.
Surtees je poveo utrku, ali ga ubrzo pretječe Bandini. Britanac u trećem krugu vraća vodstvo, ali već u sljedećem krugu ga pretječe Rindt koji se probijao s petog mjesta, nakon što je u prvom krugu izletio sa staze. Nakon 4. kruga poredak je bio: Rindt, Surtees, Bandini, Brabham i Ginther, dok se na šestom mjestu nalazio Guy Ligier ispred sedmoplasiranog Gurneya. Bili su to jedini vozači u utrci. Poredak se nije mijenjao sve do 24. kruga kada Surtees prelazi u vodstvo. Kako je kiša prestala, te se staza sušila, Rindt u Cooperu se nije mogao oduprijeti Surteesu u jačem Ferrariju. U sljedećih pet krugova, Surtees je napravio veliku razliku, te pobijedio s 42 sekunde prednosti ispred Rindta.

### Reims, Brands Hatch i Zandvoort
Nakon što su se utrke Formule 1 za VN Francuske (LII Grand Prix de l'ACF) prethodne dvije sezone vozile na stazama Rouen i Clermont-Ferrand, ove sezone staza Reims je ponovo bila 3. srpnja središte događaja. Bandini je ostvario svoju prvu i posljednju najbolju startnu poziciju u Formuli 1 sa šest desetinki prednosti ispred Surteesa, ovoga puta u Cooperu. Naime trzavice između Surteesa i ravnatelja Ferrarijeve momčadi Eugenija Draconija, počele su već u Monaku, kada se nisu mogli dogovoriti koji će od dva bolida, modela 246 i 312, Surtees voziti na toj utrci. Prevladao je Dragoni. Raspad sustava dogodio se netom prije utrke 24 sata Le Mansa. Zbog ozljeda zadobivenih u nesreći prošle godine, Dragoni nije vjerovao da Surtees može izdržati fizička iskušenja utrke koja traje 24 sata, te je zabranio Britancu nastupanje na Le Mansu. To je toliko naljutilo Surteesa da je odmah napustio momčad i otišao u Cooper, a na njegovo mjesto stigao je Mike Parkes. Utrku u Francuskoj je poveo Bandini ispred Brabhama i Parkesa, dok je Surtees zbog problema s pumpom za gorivo pao na 13. mjesto, a pet krugova nakon, Britanac je i odustao. Denny Hulme se sa startnog devetog mjesta probijao na utrci, te je u 13. krugu pretekao Grahama Hilla na 4. mjestu. U 32. krugu, zbog problema s kabelom za gas, s vodeće pozicije odustaje Bandini. Brabham je preuzeo vodstvo, te na kraju pobijedio s devet sekundi prednosti ispred Parkesa u svojoj prvoj utrci. John Taylor je 6. mjestom osvojio prvi i jedini bod u Formuli 1. Na putu da prisustvuje ovoj utrci kao gledatelj, u prometnoj nesreći poginuo je Nino Farina.
Zbog štrajkova u Italiji, Ferrari nije nastupio na VN Velike Britanije (XIX RAC British Grand Prix), koja se održala 16. srpnja na stazi Brands Hatch. Brabham je bio najbrži u kvalifikacijama s tri desetinke prednosti ispred momčadskog kolege Hulmea. Debitant Chris Irwin koji se kvalificirao kao dvanaesti, bio je na ovoj utrci treći Brabhamov vozač, no sa starijom šasijom i Climaxovim L4 2.8 litrenim motorom. Kiša koja je padala, netom prije početka utrke je prestala, a staza se počela sušiti. Osim Cooperovih vozača, svi su startali na gumama za suho. Brabham je poveo utrku ispred Gurneya, dok je Hulme izletio u prvom zavoju te je na kraju prvog kruga bio sedmi. U drugom krugu Rindt pretječe Gurneya, a isto to čini i Rindtov momčadski kolega Surtees pet krugova kasnije. U 14. krugu Surtees pretječe Rindta koji je nakratko izletio sa staze, dok se na četvrtom i petom mjestu voze Hill i Clark. Gurney je u međuvremenu odustao zbog kvara na motoru. U borbu za drugo mjesto se ubrzo priključio i Hulme, te je poredak na kraju 35. kruga bio: Brabham, Hill, Clark, Hulme, Surtees i Rindt. U 37. krugu Hulme je pretekao Clarka, a u 40. krugu i Hilla. Zbog problema s kočnicama, Clark je u 45. krugu ušao u boks, a Surtees i Rindt su prošli naprijed. Četiri kruga poslije, Rindt je pretekao Surteesa, koji je kasnije odustao zbog kvara na bolidu. Brabham je na kraju slavio s 9,6 sekundi prednosti ispred Hulme. Clark je šest krugova prije kraja pretekao Surteesa, dok je Bruce McLaren osvojio prvi bod za momčad McLaren sa Serenissimin motorom.
Tjedan dana nakon Brabham-Repcove dominacije na Brands Hatchu, momčadi su 24. srpnja došle na stazu Zandvoort na VN Nizozemske (XIV Grote Prijs van Nederland). I ovog puta Brabham je odvozio najbrže vrijeme na kvalifikacijama sa šest desetinki prednosti ispred Hulmea i Clarka. Vijest je bila povratak Ferrarija, čiji su se vozači Parkes i Bandini kvalificirali na peto i deveto mjesto. Clark je poveo utrku, ali samo nakratko. Repcov motor je jednostavno bio prejak za Climax, te je Brabham već u prvom zavoju Tarzan Hairpin pretekao Clarka, a isto je učinio i Hulme u 4. krugu. Stewart je u petom krugu pretekao Gurneya za 6. mjesto, dok su ispred bili Hill i Parkes. U trećem krugu, Rindt je izletio u pijesak pokraj staze, te odustao, a Parkes u 10. krugu na istom mjestu izlijeće te udara u napušteni Rindtov bolid. Zbog problema s bolidom, Hulme u 18. krugu ulazi u boks, a na stazu se vraća na posljednje 15. mjesto. Nakon odlaska Gurneya s 4. mjesta u boks u 22. krugu, a kasnije i odustajanja, poredak je bio: Brabham, Clark, Hill, Stewart, Surtees i Bandini. U 27. krugu Clark preuzima vodstvo, a u 36. krugu Bandini pretječe Surteesa. Nakon odustajanja Surteesa i pretjecanja Bandinija, na 5. mjesto je izbio Spence. Poredak se nije mijenjao sve do 76. kruga kada Brabham preuzima vodstvo, a Clark odlazi u boks po dolijevanje vode u svoj motor. Clarkov odlazak u boks omogućio je Hillu osvajanje drugog mjesta s krugom zaostatka iza pobjednika Brabhama.

### Nürburgring i Monza
Kako nije bilo puno prijavljenih sudionika za utrku Formule 1 za VN Njemačke (XXVIII Grosser Preis von Deutschland) 7. kolovoza na stazi Nürburgring, organizatori su odlučili da će se istodobno održati i utrka Formule 2, ali će se tretirati kao zaseban događaj. Clark je iznenađujuće bio najbrži na kvalifikacijama s 1,5 sekundi prednosti ispred Surteesa i 2,3 sekunde ispred Stewarta. Od jedanaest vozača Formule 2, najbrži u kvalifikacijama je bio Jacky Ickx u Matra-Fordu, koji je generalno osvojio 16. mjesto od svih vozača. Surtees je poveo utrku, ali je Brabham koji je startao peti, na kraju prvog kruga bio vodeći.
Gotovo mjesec dana nakon Njemačke, sljedeća utrka na rasporedu bila je VN Italije (XXXVII Gran Premio d'Italia) 7. rujna na stazi Monza. Gurney je u Eagleu prvi puta startao utrku s Weslakeovim motorom, dok je Clark prešao s Climaxovog motora na BRM-ove. Na svojoj domaćoj stazi, Ferrari je ostvario odličan rezultat u kvalifikacijama. Parkes je ostvario najbrže vrijeme u kvalifikacijama s tri desetinke ispred Ludovica Scarfiottija kojemu je ovo bila druga utrka u sezoni, dok je Banidini bio peti. Bandini je odličnim startom iz drugog reda poveo utrku, dok je Scarfiotti pao na sedmo mjesto. Bandinijevo vodstvo je kratko trajalo jer je već u drugom krugu morao u boks na popravak crijeva za gorivo. Ubrzo su se u vodstvu izmjenjivali Parkes, Surtees, Brabham i Hulme, dok je iza njihovih leđa Scarfiotti postepeno, ali nezaustavljivo, napredovao prema vrhu. Vodstvo je preuzeo u 12. krugu i tamo je ostao do kraja utrke. U 17. krugu Ginther je zbog puknuća gume izletio sa staze i silovito udario u stablo. Amerikanac je nasreću prošao neozljeđen, no bolid je bio uništen. Od 30. krugu borbu za drugo mjesto vodili su Parkes i Hulme, ispred Rindta i Giancarla Baghettija. Baghetti je u 55. krugu zbog problema s bolidom ušao u boks, a na peto i šesto mjesto su izbili Spence i Bob Anderson. Scarfiotti je na kraju s 5,8 sekundi prednosti ispred Parkesa stigao do svoje prve i jedine pobjede u Formuli 1. Nakon četiri uzastopne pobjede, Brabham je ovdje odustao zbog curenja ulja, ali unatoč tome je osvojio svoj treći i posljednji naslov prvaka, s obzirom na to da je dvije utrke prije kraja drugoplasirani Rindt imao neuhvatljivi 21 bod zaostatka za Australcem.

## Vozači i konstruktori
| Lotus-Climax                                                                      | Team Lotus                  | Lotus 33                      | Climax FWMV 2.0 V8                     | F    | Jim Clark            | 1–6         |
| Lotus-Climax                                                                      | Team Lotus                  | Lotus 33                      | Climax FWMV 2.0 V8                     | F    | Geki                 | 7           |
| Lotus-Climax                                                                      | Team Lotus                  | Lotus 33                      | Climax FWMV 2.0 V8                     | F    | Peter Arundell       | 8           |
| Lotus-Climax                                                                      | Team Lotus                  | Lotus 33                      | Climax FWMV 2.0 V8                     | F    | Pedro Rodríguez      | 3, 9        |
| BRM                                                                               | Owen Racing Organisation    | BRM P261 BRM P83              | BRM P60 2.0 V8 BRM P75 3.0 H16         | D    | Graham Hill          | Sve         |
| BRM                                                                               | Owen Racing Organisation    | BRM P261 BRM P83              | BRM P60 2.0 V8 BRM P75 3.0 H16         | D    | Jackie Stewart       | 1–2, 4–9    |
| BRM                                                                               | Team Chamaco Collect        | BRM P261                      | BRM P60 2.0 V8                         | G    | Bob Bondurant        | 1–2, 4, 6–7 |
| BRM                                                                               | Team Chamaco Collect        | BRM P261                      | BRM P60 2.0 V8                         | G    | Vic Wilson           | 2           |
| BRM                                                                               | Bernard White Racing        | BRM P261                      | BRM P60 1.9 V8                         | D    | Innes Ireland        | 8–9         |
| Brabham-Repco                                                                     | Brabham Racing Organisation | BT19 BT20                     | Repco 620 3.0 V8                       | G    | Jack Brabham         | Sve         |
| Brabham-Repco                                                                     | Brabham Racing Organisation | BT19 BT20                     | Repco 620 3.0 V8                       | G    | Denny Hulme          | 3–9         |
| Ferrari                                                                           | Scuderia Ferrari SpA SEFAC  | Ferrari 246 F1-66 Ferrari 312 | Ferrari 228 2.4 V6 Ferrari 218 3.0 V12 | F D  | Lorenzo Bandini      | 1–3, 5–8    |
| Ferrari                                                                           | Scuderia Ferrari SpA SEFAC  | Ferrari 246 F1-66 Ferrari 312 | Ferrari 228 2.4 V6 Ferrari 218 3.0 V12 | F D  | John Surtees         | 1–2         |
| Ferrari                                                                           | Scuderia Ferrari SpA SEFAC  | Ferrari 246 F1-66 Ferrari 312 | Ferrari 228 2.4 V6 Ferrari 218 3.0 V12 | F D  | Mike Parkes          | 3, 5–7      |
| Ferrari                                                                           | Scuderia Ferrari SpA SEFAC  | Ferrari 246 F1-66 Ferrari 312 | Ferrari 228 2.4 V6 Ferrari 218 3.0 V12 | F D  | Ludovico Scarfiotti  | 6–7         |
| Ferrari                                                                           | Reg Parnell Racing          | Ferrari 246                   | Ferrari 228 2.4 V6                     | F    | Giancarlo Baghetti   | 7           |
| Cooper-Maserati                                                                   | Cooper Car Company          | Cooper T81                    | Maserati 9/F1 3.0 V12                  | D    | Richie Ginther       | 1–2         |
| Cooper-Maserati                                                                   | Cooper Car Company          | Cooper T81                    | Maserati 9/F1 3.0 V12                  | D    | Jochen Rindt         | Sve         |
| Cooper-Maserati                                                                   | Cooper Car Company          | Cooper T81                    | Maserati 9/F1 3.0 V12                  | D    | Chris Amon           | 3           |
| Cooper-Maserati                                                                   | Cooper Car Company          | Cooper T81                    | Maserati 9/F1 3.0 V12                  | D    | John Surtees         | 3–9         |
| Cooper-Maserati                                                                   | Cooper Car Company          | Cooper T81                    | Maserati 9/F1 3.0 V12                  | D    | Moisés Solana        | 9           |
| Cooper-Maserati                                                                   | R.R.C. Walker Racing Team   | Cooper T81                    | Maserati 9/F1 3.0 V12                  | D    | Jo Siffert           | 2–5, 7–9    |
| Cooper-Maserati                                                                   | Joakim Bonnier Racing Team  | Cooper T81                    | Maserati 9/F1 3.0 V12                  | D    | Jo Bonnier           | 1–2, 5–9    |
| Cooper-Maserati                                                                   | Guy Ligier                  | Cooper T81                    | Maserati 9/F1 3.0 V12                  | D    | Guy Ligier           | 1–6         |
| Lotus-BRM                                                                         | Team Lotus                  | Lotus 43 Lotus 33             | BRM P75 3.0 H16 BRM P56 2.0 V8         | F    | Peter Arundell       | 2–7, 9      |
| Lotus-BRM                                                                         | Team Lotus                  | Lotus 43 Lotus 33             | BRM P75 3.0 H16 BRM P56 2.0 V8         | F    | Jim Clark            | 7–9         |
| Lotus-BRM                                                                         | Team Lotus                  | Lotus 43 Lotus 33             | BRM P75 3.0 H16 BRM P56 2.0 V8         | F    | Pedro Rodríguez      | 8           |
| Lotus-BRM                                                                         | Reg Parnell Racing          | Lotus 25                      | BRM P56 2.0 V8 BRM P60 1.9 V8          | F    | Mike Spence          | Sve         |
| Brabham-Climax                                                                    | Brabham Racing Organisation | Brabham BT22                  | Climax FPF 2.8 L4                      | G    | Denny Hulme          | 1–2         |
| Brabham-Climax                                                                    | Brabham Racing Organisation | Brabham BT22                  | Climax FPF 2.8 L4                      | G    | Chris Irwin          | 4           |
| Brabham-Climax                                                                    | DW Racing Enterprises       | Brabham BT11                  | Climax FPF 2.8 L4                      | F    | Bob Anderson         | 1, 3–7      |
| Brabham-Climax                                                                    | Joakim Bonnier Racing Team  | Brabham BT22 Brabham BT7      | Climax FPF 2.8 L4 Climax FWMV 2.0 V8   | F    | Joakim Bonnier       | 3–4         |
| Eagle-Climax                                                                      | Anglo American Racers       | Eagle Mk1                     | Climax FPF 2.8 L4                      | G    | Dan Gurney           | 2–6, 9      |
| Eagle-Climax                                                                      | Anglo American Racers       | Eagle Mk1                     | Climax FPF 2.8 L4                      | G    | Phil Hill            | 7           |
| Eagle-Climax                                                                      | Anglo American Racers       | Eagle Mk1                     | Climax FPF 2.8 L4                      | G    | Bob Bondurant        | 8           |
| Eagle-Weslake                                                                     | Anglo American Racers       | Eagle Mk1                     | Weslake 58 3.0 V12                     | G    | Dan Gurney           | 7–8         |
| Eagle-Weslake                                                                     | Anglo American Racers       | Eagle Mk1                     | Weslake 58 3.0 V12                     | G    | Bob Bondurant        | 9           |
| McLaren-Ford                                                                      | Bruce McLaren Motor Racing  | McLaren M2B                   | Ford 406 3.0 V8                        | F    | Bruce McLaren        | 1, 8–9      |
| McLaren-Serenissima                                                               | Bruce McLaren Motor Racing  | McLaren M2B                   | Serenissima M166 3.0 V8                | F    | Bruce McLaren        | 2, 4–5      |
| Honda                                                                             | Honda R & D Company         | Honda RA273                   | Honda RA273E 3.0 V12                   | G    | Richie Ginther       | 7–9         |
| Honda                                                                             | Honda R & D Company         | Honda RA273                   | Honda RA273E 3.0 V12                   | G    | Ronnie Bucknum       | 8–9         |
| Brabham-BRM                                                                       | R.R.C. Walker Racing Team   | Brabham BT11                  | BRM P60 2.0 V8                         | D    | Jo Siffert           | 1           |
| Brabham-BRM                                                                       | David Bridges               | Brabham BT11                  | BRM P60 2.0 V8                         | G    | John Taylor          | 3–6         |
| Brabham-BRM                                                                       | Chris Amon Racing           | Brabham BT11                  | BRM P60 1.9 V8                         | D    | Chris Amon           | 7           |
| Cooper-Ferrari                                                                    | J.A. Pearce Engineering Ltd | Cooper T73                    | Ferrari 218 3.0 V12                    | D    | Chris Lawrence       | 4, 6        |
| Shannon-Climax                                                                    | Shannon Racing Cars         | Shannon SH1                   | Climax FPE 3.0 V8                      | D    | Trevor Taylor        | 4           |
| Vozači i konstruktori koji su vozili bolide Formule 2 na Velikoj nagradi Njemačke |                             |                               |                                        |      |                      |             |
| Konstruktor                                                                       | Momčad / Sudionik           | Šasija                        | Motor                                  | Gume | Vozač                | Utrke       |
| Lotus-Ford                                                                        | Team Lotus                  | Lotus 44                      | Ford Cosworth SCA 1.0 L4               | D    | Gerhard Mitter       | 6           |
| Lotus-Ford                                                                        | Team Lotus                  | Lotus 44                      | Ford Cosworth SCA 1.0 L4               | D    | Pedro Rodríguez      | 6           |
| Lotus-Ford                                                                        | Team Lotus                  | Lotus 44                      | Ford Cosworth SCA 1.0 L4               | D    | Piers Courage        | 6           |
| Brabham-Ford                                                                      | Caltex Racing Team          | Brabham BT18                  | Ford Cosworth SCA 1.0 L4               | D    | Kurt Ahrens Jr.      | 6           |
| Brabham-Ford                                                                      | Roy Winkelmann Racing       | Brabham BT18                  | Ford Cosworth SCA 1.0 L4               | D    | Hans Herrmann        | 6           |
| Brabham-Ford                                                                      | Roy Winkelmann Racing       | Brabham BT18                  | Ford Cosworth SCA 1.0 L4               | D    | Alan Rees            | 6           |
| Brabham-Ford                                                                      | Silvio Moser                | Brabham BT16                  | Ford Cosworth SCA 1.0 L4               | D    | Silvio Moser         | 6           |
| Matra-Ford                                                                        | Matra Sports                | Matra MS5                     | Ford Cosworth SCA 1.0 L4               | D    | Jo Schlesser         | 6           |
| Matra-Ford                                                                        | Matra Sports                | Matra MS5                     | Ford Cosworth SCA 1.0 L4               | D    | Jean-Pierre Beltoise | 6           |
| Matra-Ford                                                                        | Tyrrell Racing Organisation | Matra MS5                     | Ford Cosworth SCA 1.0 L4               | D    | Jacky Ickx           | 6           |
| Matra-BRM                                                                         | Tyrrell Racing Organisation | Matra MS5                     | BRM 1.0 L4                             | D    | Hubert Hahne         | 6           |

## Kalendar
| Rd | Datum         | Velika nagrada   | Staza             | Prvo startno mjesto | Pobjednik vozač     | Pobjednik konstruktor |
| -- | ------------- | ---------------- | ----------------- | ------------------- | ------------------- | --------------------- |
| 1  | 22. svibnja   | Monako           | Monaco            | Jim Clark           | Jackie Stewart      | BRM                   |
| 2  | 12. lipnja    | Belgija          | Spa-Francorchamps | John Surtees        | John Surtees        | Ferrari               |
| 3  | 3. srpnja     | Francuska        | Reims             | Lorenzo Bandini     | Jack Brabham        | Brabham-Repco         |
| 4  | 16. srpnja    | Velika Britanija | Brands Hatch      | Jack Brabham        | Jack Brabham        | Brabham-Repco         |
| 5  | 24. srpnja    | Nizozemska       | Zandvoort         | Jack Brabham        | Jack Brabham        | Brabham-Repco         |
| 6  | 7. kolovoza   | Njemačka         | Nürburgring       | Jim Clark           | Jack Brabham        | Brabham-Repco         |
| 7  | 4. rujna      | Italija          | Monza             | Mike Parkes         | Ludovico Scarfiotti | Ferrari               |
| 8  | 2. listopada  | SAD              | Watkins Glen      | Jack Brabham        | Jim Clark           | Lotus-BRM             |
| 9  | 23. listopada | Meksiko          | Magdalena Mixhuca | John Surtees        | John Surtees        | Cooper-Maserati       |

## Sistem bodovanja
Sistem bodovanja u Formuli 1
| Mjesto | 1. | 2. | 3. | 4. | 5. | 6. |
| Bodovi | 9  | 6  | 4  | 3  | 2  | 1  |

- Samo 5 najboljih rezultata u 9 utrka računali su se za prvenstvo vozača.
- Samo 5 najboljih rezultata u 9 utrka računali su se za prvenstvo konstruktora.
- Ako je više bolida jednog konstruktora završilo utrku u bodovima, samo najbolje plasirani bolid osvajao je konstruktorske bodove.

## Rezultati utrka
| Poz. | Br. | Vozač           | Konstruktor | Vrijeme     | Grid | Bodovi |
| ---- | --- | --------------- | ----------- | ----------- | ---- | ------ |
| 1.   | 12  | Jackie Stewart  | BRM         | 2:33:10.5   | 3.   | 9      |
| 2.   | 16  | Lorenzo Bandini | Ferrari     | + 40.2      | 5.   | 6      |
| 3.   | 11  | Graham Hill     | BRM         | + 1 krug    | 4.   | 4      |
| 4.   | 19  | Bob Bondurant   | BRM         | + 5 krugova | 16.  | 3      |

| Poz. | Br. | Vozač           | Konstruktor     | Vrijeme   | Grid | Bodovi |
| ---- | --- | --------------- | --------------- | --------- | ---- | ------ |
| 1.   | 6   | John Surtees    | Ferrari         | 2:09:11.3 | 1.   | 9      |
| 2.   | 19  | Jochen Rindt    | Cooper-Maserati | + 42.1    | 2.   | 6      |
| 3.   | 7   | Lorenzo Bandini | Ferrari         | + 1 krug  | 5.   | 4      |
| 4.   | 3   | Jack Brabham    | Brabham-Repco   | + 2 kruga | 4.   | 3      |
| 5.   | 18  | Richie Ginther  | Cooper-Maserati | + 3 kruga | 8.   | 2      |

| Poz. | Br. | Vozač        | Konstruktor     | Vrijeme   | Grid | Bodovi |
| ---- | --- | ------------ | --------------- | --------- | ---- | ------ |
| 1.   | 12  | Jack Brabham | Brabham-Repco   | 1:48:31.3 | 4.   | 9      |
| 2.   | 22  | Mike Parkes  | Ferrari         | + 9.5     | 3.   | 6      |
| 3.   | 14  | Denny Hulme  | Brabham-Repco   | + 2 kruga | 9.   | 4      |
| 4.   | 6   | Jochen Rindt | Cooper-Maserati | + 2 kruga | 5.   | 3      |
| 5.   | 26  | Dan Gurney   | Eagle-Climax    | + 3 kruga | 15.  | 2      |
| 6.   | 44  | John Taylor  | Brabham-BRM     | + 3 kruga | 16.  | 1      |

| Poz. | Br. | Vozač         | Konstruktor         | Vrijeme   | Grid | Bodovi |
| ---- | --- | ------------- | ------------------- | --------- | ---- | ------ |
| 1.   | 5   | Jack Brabham  | Brabham-Repco       | 2:13:13.4 | 1.   | 9      |
| 2.   | 6   | Denny Hulme   | Brabham-Repco       | + 9.6     | 2.   | 6      |
| 3.   | 3   | Graham Hill   | BRM                 | + 1 krug  | 4.   | 4      |
| 4.   | 1   | Jim Clark     | Lotus-Climax        | + 1 krug  | 5.   | 3      |
| 5.   | 11  | Jochen Rindt  | Cooper-Maserati     | + 1 krug  | 7.   | 2      |
| 6.   | 14  | Bruce McLaren | McLaren-Serenissima | + 2 kruga | 13.  | 1      |

| Poz. | Br. | Vozač           | Konstruktor   | Vrijeme   | Grid | Bodovi |
| ---- | --- | --------------- | ------------- | --------- | ---- | ------ |
| 1.   | 16  | Jack Brabham    | Brabham-Repco | 2:20:32.5 | 1.   | 9      |
| 2.   | 12  | Graham Hill     | BRM           | + 1 krug  | 7.   | 6      |
| 3.   | 6   | Jim Clark       | Lotus-Climax  | + 2 kruga | 3.   | 4      |
| 4.   | 14  | Jackie Stewart  | BRM           | + 2 kruga | 8.   | 3      |
| 5.   | 32  | Mike Spence     | Lotus-BRM     | + 3 kruga | 12.  | 2      |
| 6.   | 2   | Lorenzo Bandini | Ferrari       | + 3 kruga | 9.   | 1      |

| Poz. | Br. | Vozač           | Konstruktor     | Vrijeme   | Grid | Bodovi |
| ---- | --- | --------------- | --------------- | --------- | ---- | ------ |
| 1.   | 3   | Jack Brabham    | Brabham-Repco   | 2:27:03.0 | 5.   | 9      |
| 2.   | 7   | John Surtees    | Cooper-Maserati | + 44.4    | 2.   | 6      |
| 3.   | 8   | Jochen Rindt    | Cooper-Maserati | + 2:32.6  | 9.   | 4      |
| 4.   | 5   | Graham Hill     | BRM             | + 6:41.4  | 10.  | 3      |
| 5.   | 6   | Jackie Stewart  | BRM             | + 8:28.9  | 3.   | 2      |
| 6.   | 9   | Lorenzo Bandini | Ferrari         | + 10:56.4 | 6.   | 1      |

| Poz. | Br. | Vozač               | Konstruktor     | Vrijeme   | Grid | Bodovi |
| ---- | --- | ------------------- | --------------- | --------- | ---- | ------ |
| 1.   | 6   | Ludovico Scarfiotti | Ferrari         | 1:47:14.8 | 2.   | 9      |
| 2.   | 4   | Mike Parkes         | Ferrari         | + 5.8     | 1.   | 6      |
| 3.   | 12  | Denny Hulme         | Brabham-Repco   | + 6.1     | 10.  | 4      |
| 4.   | 16  | Jochen Rindt        | Cooper-Maserati | + 1 krug  | 8.   | 3      |
| 5.   | 42  | Mike Spence         | Lotus-BRM       | + 1 krug  | 14.  | 2      |
| 6.   | 40  | Bob Anderson        | Brabham-Climax  | + 2 kruga | 15.  | 1      |

| Poz. | Br. | Vozač          | Konstruktor     | Vrijeme     | Grid | Bodovi |
| ---- | --- | -------------- | --------------- | ----------- | ---- | ------ |
| 1.   | 1   | Jim Clark      | Lotus-BRM       | 2:09:40.1   | 2.   | 9      |
| 2.   | 8   | Jochen Rindt   | Cooper-Maserati | + 1 krug    | 9.   | 6      |
| 3.   | 7   | John Surtees   | Cooper-Maserati | + 1 krug    | 4.   | 4      |
| 4.   | 19  | Jo Siffert     | Cooper-Maserati | + 3 kruga   | 13.  | 3      |
| 5.   | 17  | Bruce McLaren  | McLaren-Ford    | + 3 kruga   | 11.  | 2      |
| 6.   | 2   | Peter Arundell | Lotus-Climax    | + 7 krugova | 19.  | 1      |

 VN Meksika
| Poz. | Br. | Vozač          | Konstruktor     | Vrijeme    | Grid | Bodovi |
| ---- | --- | -------------- | --------------- | ---------- | ---- | ------ |
| 1.   | 7   | John Surtees   | Cooper-Maserati | 2:06:35.34 | 1.   | 9      |
| 2.   | 5   | Jack Brabham   | Brabham-Repco   | + 7.88     | 4.   | 6      |
| 3.   | 6   | Denny Hulme    | Brabham-Repco   | + 1 krug   | 6.   | 4      |
| 4.   | 12  | Richie Ginther | Honda           | + 1 krug   | 3.   | 3      |
| 5.   | 15  | Dan Gurney     | Eagle-Climax    | + 1 krug   | 9.   | 2      |
| 6.   | 22  | Jo Bonnier     | Cooper-Maserati | + 2 kruga  | 12.  | 1      |

## Poredak

### Poredak vozača
| Mjesto | Vozač               | Bodovi |   |   |   |   |   |   |   |   |   |
| ------ | ------------------- | ------ | - | - | - | - | - | - | - | - | - |
| 1.     | Jack Brabham        | 42     | – | 3 | 9 | 9 | 9 | 9 | – | – | 6 |
| 2.     | John Surtees        | 28     | – | 9 | – | – | – | 6 | – | 4 | 9 |
| 3.     | Jochen Rindt        | 22     | – | 6 | 3 | 2 | – | 4 | 3 | 6 | – |
| 4.     | Denny Hulme         | 18     | – | – | 4 | 6 | – | – | 4 | – | 4 |
| 5.     | Graham Hill         | 17     | 4 | – | – | 4 | 6 | 3 | – | – | – |
| 6.     | Jim Clark           | 16     | – | – |   | 3 | 4 | – | – | 9 | – |
| 7.     | Jackie Stewart      | 14     | 9 | – |   | – | 3 | 2 | – | – | – |
| 8.     | Mike Parkes         | 12     |   |   | 6 |   | – | – | 6 |   |   |
| 9.     | Lorenzo Bandini     | 12     | 6 | 4 | – |   | 1 | 1 | – | – |   |
| 10.    | Ludovico Scarfiotti | 9      |   |   |   |   |   | – | 9 |   |   |
| 11.    | Richie Ginther      | 5      | – | 2 |   |   |   |   | – | – | 3 |
| 12.    | Dan Gurney          | 2      |   | – | 2 | – | – | – | – | – | 2 |
| 13.    | Mike Spence         | 4      | – | – | – | – | 2 | – | 2 | – |   |
| 14.    | Bob Bondurant       | 3      | 3 | – |   | – |   | – | – | – | – |
| 15.    | Jo Siffert          | 3      | – | – | – | – | – |   | – | 3 | – |
| 16.    | Bruce McLaren       | 3      | – |   |   | 1 |   |   |   | 2 | – |
| 17.    | Peter Arundell      | 1      |   |   | – | – | – | – | – | 1 | – |
| 18.    | Jo Bonnier          | 1      | – | – | – | – | – | – | – | – | 1 |
| 19.    | Bob Anderson        | 1      | – |   | – | – | – | – | 1 |   |   |
| 20.    | John Taylor         | 1      |   |   | 1 | – | – | – |   |   |   |

- Jack Brabham je osvojio ukupno 45 bodova, ali samo 42 boda osvojena u pet najboljih utrka su se računala za prvenstvo vozača.
- Jochen Rindt je osvojio ukupno 24 boda, ali samo 22 boda osvojena u pet najboljih utrka su se računala za prvenstvo vozača.

| Boja | Značenje                                                                 |
| ---- | ------------------------------------------------------------------------ |
| 5    | Osvojeni bodovi koji su se računali za prvenstvo vozača / konstruktora   |
| 5    | Osvojeni bodovi koji se nisu računali za prvenstvo vozača / konstruktora |
| –    | Vozač / konstruktor nije osvojio bodove u utrci                          |
|      | Vozač / konstruktor nije nastupao na utrci                               |

### Poredak konstruktora
| Mjesto | Konstruktor         | Bodovi |   |   |   |   |   |   |   |   |   |
| ------ | ------------------- | ------ | - | - | - | - | - | - | - | - | - |
| 1.     | Brabham-Repco       | 42     | – | 3 | 9 | 9 | 9 | 9 | 4 | – | 6 |
| 2.     | Ferrari             | 31     | 6 | 9 | 6 |   | 1 | 1 | 9 | – |   |
| 3.     | Cooper-Maserati     | 30     | – | 6 | 3 | 2 | – | 6 | 3 | 6 | 9 |
| 4.     | BRM                 | 22     | 9 | – | – | 4 | 6 | 3 | – | – | – |
| 5.     | Lotus-BRM           | 13     | – | – | – | – | 2 | – | 2 | 9 | – |
| 6.     | Lotus-Climax        | 8      | – | – | – | 3 | 4 | – | – | 1 |   |
| 7.     | Eagle-Climax        | 4      |   | – | 2 | – | – | – |   | – | 2 |
| 8.     | Honda               | 3      |   |   |   |   |   |   | – | – | 3 |
| 9.     | McLaren-Ford        | 2      | – |   |   |   |   |   |   | 2 | – |
| 10.    | Brabham-Climax      | 1      | – | – | – | – | – | – | 1 |   |   |
| 11.    | Brabham-BRM         | 1      | – |   | 1 | – | – | – |   |   |   |
| 12.    | McLaren-Serenissima | 1      |   |   |   | 1 |   |   |   |   |   |

- Brabham-Repco je osvojio ukupno 49 bodova, ali samo 42 boda osvojena u pet najboljih utrka, računala su se za prvenstvo konstruktora.
- Ferrari je osvojio ukupno 32 boda, ali samo 31 bod osvojen u pet najboljih utrka, računao su se za prvenstvo konstruktora.
- Cooper-Maserati je osvojio ukupno 35 bodova, ali samo 30 bodova osvojenih u pet najboljih utrka, računala su se za prvenstvo konstruktora.

## Statistike
| Vozač               | Pobjede | Postolja | Prvo startno mjesto | Najbrži krug | Krugovi u vodstvu |
| ------------------- | ------- | -------- | ------------------- | ------------ | ----------------- |
| Jack Brabham        | 4       | 5        | 3                   | 1            | 192               |
| John Surtees        | 2       | 4        | 2                   | 3            | 82                |
| Jim Clark           | 1       | 2        | 2                   | -            | 102               |
| Jackie Stewart      | 1       | 1        | -                   | -            | 86                |
| Ludovico Scarfiotti | 1       | 1        | -                   | 1            | 55                |
| Denny Hulme         | -       | 4        | -                   | 1            | -                 |
| Graham Hill         | -       | 3        | -                   | -            | -                 |
| Jochen Rindt        | -       | 3        | -                   | -            | 20                |
| Lorenzo Bandini     | -       | 2        | 1                   | 2            | 57                |
| Mike Parkes         | -       | 2        | 1                   | -            | 7                 |
| Richie Ginther      | -       | -        | -                   | 1            | 1                 |

| Konstruktor     | Pobjede | Postolja | Prvo startno mjesto | Najbrži krug | Krugovi u vodstvu |
| --------------- | ------- | -------- | ------------------- | ------------ | ----------------- |
| Brabham-Repco   | 4       | 9        | 3                   | 2            | 192               |
| Ferrari         | 2       | 6        | 3                   | 4            | 140               |
| Cooper-Maserati | 1       | 6        | 1                   | 2            | 81                |
| BRM             | 1       | 4        | -                   | -            | 86                |
| Lotus-BRM       | 1       | 1        | -                   | -            | 53                |
| Lotus-Climax    | -       | 1        | 2                   | -            | 49                |
| Honda           | -       | -        | -                   | 1            | 1                 |

### Vodeći vozač i konstruktor u prvenstvu
U rubrici bodovi, prikazana je bodovna prednost vodećeg vozača / konstruktora ispred drugoplasiranog, dok je žutom bojom označena utrka na kojoj je vozač / konstruktor osvojio naslov prvaka.
| Utrka               | Vozač           | Bodovi |
| ------------------- | --------------- | ------ |
| VN Monaka           | Jackie Stewart  | 3      |
| VN Belgije          | Lorenzo Bandini | 1      |
| VN Francuske        | Jack Brabham    | 2      |
| VN Velike Britanije | Jack Brabham    | 10     |
| VN Nizozemske       | Jack Brabham    | 16     |
| VN Njemačke         | Jack Brabham    | 22     |
| VN Italije          | Jack Brabham    | 21     |
| VN SAD              | Jack Brabham    | 17     |
| VN Meksika          | Jack Brabham    | 14     |

| Utrka               | Konstruktor   | Bodovi |
| ------------------- | ------------- | ------ |
| VN Monaka           | BRM           | 3      |
| VN Belgije          | Ferrari       | 6      |
| VN Francuske        | Ferrari       | 9      |
| VN Velike Britanije | Brabham-Repco | 0      |
| VN Nizozemske       | Brabham-Repco | 8      |
| VN Njemačke         | Brabham-Repco | 16     |
| VN Italije          | Brabham-Repco | 9      |
| VN SAD              | Brabham-Repco | 9      |
| VN Meksika          | Brabham-Repco | 11     |

## Utrke koje se nisu bodovale za prvenstvo
| Datum       | Naziv utrke                     | Staza         | Pobjednik vozač | Pobjednik konstruktor |
| ----------- | ------------------------------- | ------------- | --------------- | --------------------- |
| 1. siječnja | XII South African Grand Prix    | Prince George | Mike Spence     | Lotus-Climax          |
| 1. svibnja  | XV Gran Premio di Siracusa      | Syracuse      | John Surtees    | Ferrari               |
| 14. svibnja | XVIII BRDC International Trophy | Silverstone   | Jack Brabham    | Brabham-Repco         |
| 17. rujna   | XIII International Gold Cup     | Oulton Park   | Jack Brabham    | Brabham-Repco         |

## Vanjske poveznice
- Službena stranica Formule 1
- Formula 1 – sezona 1966. StatsF1
- Utrke koje se nisu bodovale za prvenstvo 1966. StatsF1